# Helvoirts Broek
Het Helvoirts Broek is een natuurgebied gelegen in het vochtige dal van de Broekleij en Oude Leij. Het is gelegen in de gemeenten Vught en Haaren en het ligt ten noordoosten van Helvoirt. Sinds 1994 is het eigendom van de Stichting Brabants Landschap.
Omstreeks 1900 was het gebied nog vrijwel een aaneengesloten moeras, maar tussen 1910 en 1920 werd dit ontgonnen door enkele particulieren die in een maatschap verenigd waren. Bij het Afwateringskanaal 's-Hertogenbosch-Drongelen werd een stoomgemaal gebouwd en, mede dankzij een netwerk van sloten en greppels, was het moeras in één jaar drooggemalen. Het werd verkaveld in langgerekte percelen die loodrecht op de waterloop stonden.
Tussen 1988 en 1990 werd het gebied ernstig verstoord door diepploegen en egalisatie, waarbij de bodemlagen vermengd en verstoord werden. Aldus werden natuurwaarden vernietigd, hoewel holpijp en waterviolier hier en daar nog vóórkomen. Tegenwoordig worden maatregelen genomen om de natuur te herstellen. Hierbij is vooral het herstel en de instandhouding van de kwel uit de noordoostelijk gelegen dekzandrug van belang. Op deze rug liggen landgoederen als Jagershagen en Sparrendaal.
In het gebied broeden weidevogels, zoals kievit, grutto en scholekster.
Het gebied is aangewezen als Natte Natuurparel en vormt een verbindingszone tussen de grote natuurgebieden De Brand en de Kampina.